# 山西巡抚
山西巡撫，明時全稱提督雁門等關兼巡撫山西地方，統冀寧兵備道、雁平兵備道、岢嵐兵備道、河東兵備道、潞安兵備道、寧武兵備道六道，山西布政使司之太原、平陽、潞安、汾州四府，遼、沁、澤三州，山西都司之太原左右等九衛，沁州、寧化等九所城堡。
宣德五年，命兵部侍郎巡撫河南、山西，至正統十三年，始命都御史專撫山西，鎮守雁門。天順、成化年間曾暫時革除，尋復置。隆慶三年，令秋冬暫駐寧武關，就近調度，定為巡撫山西提督雁門等關都御史。
山西巡撫清朝沿用，正式名稱為“巡撫山西等處地方提督軍務兼理糧饟”，其關防（官印）鐫“兼提督鹽政”字樣。

## 歷任巡撫

### 明朝
| 序次 | 姓名   | 籍貫           | 任職時間                         | 卸職時間                         | 備註                     |
| 明朝 |        |                |                                  |                                  |                          |
| 1    | 于謙   | 浙江錢塘       | 宣德五年（1430年）               | 正統六年三月己亥（1441年）       | 以擅自回京下獄           |
| 2    | 于謙   | 浙江錢塘       | 正統六年八月丙戌（1441年）       | 正統十二年九月乙卯（1447年）     |                          |
| 3    | 朱鑒   | 福建晉江       | 正統十四年八月壬申（1449年）     | 景泰三年十月辛丑（1452年）       | 召回京                   |
| 4    | 蕭啓   | 江西龍泉       | 景泰三年十月辛丑（1452年）       | 景泰七年九月壬辰（1456年）       | 致仕                     |
| 5    | 李侃   | 直隸東安       | 成化二年正月庚戌（1466年）       | 成化六年十月戊申（1470年）       |                          |
| *    | 陳宜   | 江西泰和       | 成化六年十月辛未（1470年）       | 成化七年（1471年）               | 提督山西偏頭等關         |
| 6    | 雷復   | 湖廣寧遠       | 成化八年二月壬午（1472年）       | 成化十年五月戊子（1474年）       | 卒                       |
| 7    | 秦紘   | 山東單縣       | 成化十三年七月癸巳（1477年）     | 成化十六年十一月甲午（1480年）   | 改河南巡撫               |
| 8    | 何喬新 | 江西廣昌       | 成化十六年十一月壬辰（1480年）   | 成化十八年九月乙丑（1482年）     | 升刑部左侍郎             |
| 9    | 邊鏞   | 直隸任丘       | 成化十八年十月甲戌（1482年）     | 成化二十年（1484年）             |                          |
| 10   | 葉淇   | 直隸淮安衛     | 成化二十年三月丁巳（1484年）     | 成化二十二年二月乙巳（1486年）   | 改大同巡撫               |
| 11   | 左鈺   | 直隸阜城       | 成化二十二年二月乙亥（1486年）   | 成化二十三年十二月乙巳（1487年） | 改大同巡撫               |
| 12   | 翟瑄   | 河南洛陽       | 成化二十三年十二月乙巳（1487年） | 弘治四年正月乙酉（1491年）       | 回都察院                 |
| 13   | 張敷華 | 江西安福       | 弘治四年正月己亥（1491年）       | 弘治四年（1491年）               |                          |
| 14   | 楊澄   | 四川射洪       | 弘治四年五月壬辰（1491年）       | 弘治六年五月壬申（1493年）       | 致仕                     |
| 15   | 張敷華 | 江西安福       | 弘治六年閏五月癸丑（1493年）     | 弘治八年二月（1495年）           | 改陝西巡撫               |
| 16   | 顧佐   | 直隸臨淮       | 弘治八年二月庚辰（1495年）       | 弘治九年十月辛卯（1496年）       | 回都察院                 |
| 17   | 侯恂   | 陝西白水       | 弘治九年十月庚子（1496年）       | 弘治十一年二月甲戌（1498年）     | 改貴州巡撫               |
| 18   | 魏紳   | 山東曲阜       | 弘治十一年二月己卯（1498年）     | 弘治十六年七月壬戌（1503年）     | 改應天巡撫               |
| 19   | 何鈞   | 河南靈寶       | 弘治十六年九月乙巳（1503年）     | 正德元年五月癸巳（1506年）       | 升戶部左侍郎總督倉場     |
| 20   | 徐節   | 浙江壽昌       | 正德元年五月丁酉（1506年）       | 正德三年（1508年）               | 忤逆劉瑾，削秩歸         |
| 21   | 胡瑞   | 河南內鄉       | 正德五年十月庚戌（1510年）       | 正德六年二月丁酉（1511年）       | 致仕                     |
| 22   | 王璟   | 山東沂州       | 正德六年二月庚子（1511年）       | 正德六年十月壬辰（1511年）       | 回都察院管事             |
| 23   | 姜洪   | 直隸廣德州     | 正德七年四月乙亥（1512年）       | 正德七年六月甲子（1512年）       | 卒                       |
| 24   | 鄭宗仁 | 直隸任丘       | 正德七年六月甲子（1512年）       | 正德九年二月辛丑（1514年）       | 升戶部右侍郎提督倉場     |
| 25   | 王珝   | 直隸永平衛     | 正德九年二月丁巳（1514年）       | 正德九年十一月庚午（1514年）     | 因禦寇失利貶為浙江左參政 |
| 26   | 李鉞   | 河南祥符       | 正德九年十一月丁丑（1514年）     | 正德十二年七月丁亥（1517年）     | 回都察院                 |
| 27   | 張襘   | 直隸平谷       | 正德十二年七月癸巳（1517年）     | 嘉靖元年（1522年）               | 卒                       |
| 28   | 胡錠   | 直隸長垣       | 嘉靖元年二月戊子（1522年）       | 嘉靖二年八月乙丑（1523年）       | 改漕運總督               |
| 29   | 畢昭   | 山東新城       | 嘉靖二年八月丁卯（1523年）       | 嘉靖四年二月己酉（1525年）       | 乞養                     |
| 30   | 江潮   | 江西貴溪       | 嘉靖四年三月癸亥（1525年）       | 嘉靖六年（1527年）               | 閑住                     |
| 31   | 常道   | 直隸來安       | 嘉靖六年四月丁卯（1527年）       | 嘉靖七年九月丙戌（1528年）       | 因剿潞城賊久無功被召回京 |
| 32   | 王應鵬 | 浙江鄞縣       | 嘉靖七年九月丙戌（1528年）       | 嘉靖七年（1528年）               | 致仕                     |
| 33   | 劉大謨 | 河南儀封       | 嘉靖七年十二月己卯（1528年）     | 嘉靖八年六月甲申（1529年）       |                          |
| 34   | 張翰   | 山東廣寧後屯衛 | 嘉靖八年六月庚寅（1529年）       | 嘉靖九年九月己酉（1530年）       | 回籍聽勘                 |
| 35   | 顧璘   | 直隸吳縣       | 嘉靖九年九月乙卯（1530年）       |                                  | 未任                     |
| 36   | 黃鍾   | 直隸隆慶州     | 嘉靖十年二月甲戌（1531年）       | 嘉靖十一年九月乙丑（1532年）     | 乞休                     |
| 37   | 陳達   | 福建閩縣       | 嘉靖十一年十二月戊戌（1532年）   | 嘉靖十二年七月丁未（1533年）     | 削籍                     |
| 38   | 王德明 | 直隸清苑       | 嘉靖十二年七月己未（1533年）     | 嘉靖十三年十二月乙卯（1534年）   | 以笞宗室被逮             |
| 39   | 任洛   | 河南鈞州       | 嘉靖十三年七月壬辰（1534年）     | 嘉靖十四年四月丙午（1535年）     | 改遼東巡撫               |
| 40   | 韓邦奇 | 陝西朝邑       | 嘉靖十四年四月丙午（1535年）     | 嘉靖十七年四月乙巳（1538年）     | 致仕                     |
| 41   | 路迎   | 山東汶上       | 嘉靖十七年七月甲戌（1538年）     | 嘉靖十八年（1539年）             | 憂免                     |
| 42   | 陳講   | 四川遂寧       | 嘉靖十八年六月庚戌（1539年）     | 嘉靖二十年十月癸丑（1541年）     | 免                       |
| 43   | 劉臬   | 湖廣安陸衛     | 嘉靖二十年十一月丙申（1541年）   | 嘉靖二十一年八月戊寅（1542年）   | 失事免                   |
| 44   | 李珏   | 直隸開州       | 嘉靖二十一年八月庚辰（1542年）   | 嘉靖二十三年三月辛未（1544年）   | 以疾歸                   |
| 45   | 曾銑   | 浙江黃巖       | 嘉靖二十三年三月丙子（1544年）   | 嘉靖二十五年四月己未（1546年）   | 升陝西三邊總督           |
| 46   | 楊守謙 | 湖廣長沙       | 嘉靖二十五年四月辛丑（1546年）   | 嘉靖二十五年十二月乙巳（1546年） | 改延綏巡撫               |
| 47   | 孫繼魯 | 雲南雲南右衛   | 嘉靖二十六年正月乙酉（1547年）   | 嘉靖二十六年四月丙戌（1547年）   | 因背明旨挾制總督，下獄   |
| 48   | 蘇祐   | 山東濮州       | 嘉靖二十六年四月丙申（1547年）   | 嘉靖二十八年五月癸未（1549年）   | 升刑部右侍郎             |
| 49   | 石遷高 | 山東恩縣       | 嘉靖二十八年五月甲午（1549年）   | 嘉靖二十八年（1549年）           | 卒                       |
| 50   | 應檟   | 浙江遂昌       | 嘉靖二十八年十二月甲寅（1549年） | 嘉靖二十九年十二月丁丑（1550年） | 改漕運總督兼鳳陽巡撫     |
| 51   | 許論   | 河南靈寶       | 嘉靖二十九年十二月丁丑（1550年） | 嘉靖三十二年二月癸丑（1553年）   | 升兵部右侍郎協理京營     |
| 52   | 趙時春 | 陝西平涼       | 嘉靖三十二年二月戊午（1553年）   | 嘉靖三十二年十二月甲申（1553年） | 回籍聽勘                 |
| 53   | 王崇   | 浙江永康       | 嘉靖三十二年十二月庚寅（1553年） | 嘉靖三十五年六月戊子（1556年）   | 回兵部                   |
| 54   | 閔煦   | 直隸任丘       | 嘉靖三十五年六月甲午（1556年）   | 嘉靖三十六年五月辛未（1557年）   | 升戶部右侍郎             |
| 55   | 魏謙吉 | 直隸柏鄉       | 嘉靖三十六年五月丙子（1557年）   | 嘉靖三十七年九月壬午（1558年）   | 升陝西三邊總督           |
| 56   | 葛縉   | 山東昌邑       | 嘉靖三十七年九月己丑（1558年）   | 嘉靖三十八年十二月癸丑（1559年） | 改保定巡撫               |
| 57   | 孟淮   | 河南祥符       | 嘉靖三十八年十二月庚申（1559年） | 嘉靖四十年五月丙戌（1561年）     | 調南京                   |
| 58   | 楊宗氣 | 浙江歸安       | 嘉靖四十年閏五月癸巳（1561年）   | 嘉靖四十三年六月甲子（1564年）   | 升南京戶部右侍郎         |
| 59   | 毛鵬   | 直隸棗強       | 嘉靖四十三年七月壬寅（1564年）   | 嘉靖四十三年十月己卯（1564年）   | 罷                       |
| 60   | 萬恭   | 江西南昌       | 嘉靖四十三年七月己亥（1564年）   | 嘉靖四十四年（1565年）           | 憂免                     |
| 61   | 王繼洛 | 河南鄭州       | 嘉靖四十四年十二月癸酉（1565年） | 隆慶元年十月戊子（1567年）       | 因虜入山西罷             |
| 62   | 楊巍   | 山東海豐       | 隆慶元年十月甲午（1567年）       | 隆慶二年十二月己亥（1568年）     | 乞歸                     |
| 63   | 靳學顏 | 山東濟寧州     | 隆慶二年十二月庚子（1568年）     | 隆慶四年二月辛亥（1570年）       | 升工部右侍郎             |
| 64   | 石茂華 | 山東益都       | 隆慶四年二月丁未（1570年）       | 隆慶五年二月己酉（1571年）       | 升兵部右侍郎             |
| 65   | 楊綵   | 江西泰和       | 隆慶五年三月己巳（1571年）       | 隆慶六年七月丙申（1572年）       | 閑住                     |
| 66   | 趙孔昭 | 直隸邢台       | 隆慶六年七月癸卯（1572年）       | 萬曆元年四月癸亥（1573年）       | 升兵部左侍郎協理京營     |
| 67   | 朱笈   | 直隸桃源       | 萬曆元年四月庚午（1573年）       | 萬曆二年九月丙子（1574年）       | 乞休                     |
| 68   | 鄭洛   | 直隸安肅       | 萬曆二年九月丙申（1574年）       | 萬曆三年三月甲辰（1575年）       | 改大同巡撫               |
| 69   | 沈應時 | 河南河南衛     | 萬曆三年三月丁未（1575年）       | 萬曆三年十一月辛丑（1575年）     | 升大理寺卿               |
| 70   | 崔鏞   | 直隸潁上       | 萬曆三年十一月己酉（1575年）     | 萬曆四年十二月（1576年）         | 調用                     |
| 71   | 孫應元 | 湖廣承天衛     | 萬曆五年正月（1577年）           | 萬曆五年（1577年）               |                          |
| 72   | 高文薦 | 陝西鳳翔       | 萬曆五年四月丙寅（1577年）       | 萬曆八年十二月丙辰（1580年）     | 回都察院管事             |
| 73   | 辛應乾 | 山東安丘       | 萬曆八年十二月己未（1580年）     | 萬曆十一年閏二月辛巳（1583年）   | 升南京兵部右侍郎         |
| 74   | 侯于趙 | 河南杞縣       | 萬曆十一年三月甲申（1583年）     | 萬曆十二年（1584年）             | 憂免                     |
| 75   | 許守謙 | 直隸藁城       | 萬曆十二年八月戊寅（1584年）     | 萬曆十五年二月庚辰（1587年）     | 改宣府巡撫               |
| 76   | 沈子木 | 浙江歸安       | 萬曆十五年二月戊子（1587年）     | 萬曆十七年三月乙亥（1589年）     | 升兵部右侍郎             |
| 77   | 李采菲 | 江西新喻       | 萬曆十七年（1589年）             | 萬曆十九年閏月丙寅（1591年）     | 因禦寇疏玩回籍           |
| 78   | 朱孟震 | 江西新淦       | 萬曆十九年閏月癸酉（1591年）     | 萬曆十九年十一月丙戌（1591年）   | 回籍                     |
| 79   | 呂坤   | 河南寧陵       | 萬曆十九年十二月丙申（1591年）   | 萬曆二十一年五月甲寅（1593年）   | 升右僉都御史             |
| 80   | 魏允貞 | 直隸南樂       | 萬曆二十一年五月甲戌（1593年）   | 萬曆二十九年五月壬子（1601年）   | 回籍侍養                 |
| 81   | 白希繡 | 陝西膚施       | 萬曆二十九年五月丁亥（1601年）   | 萬曆三十二年（1604年）           |                          |
| 82   | 李景元 | 直隸大名       | 萬曆三十二年九月庚戌（1604年）   | 萬曆三十七年（1609年）           |                          |
| 83   | 魏養蒙 | 河南洛陽       | 萬曆三十七年六月甲戌（1609年）   | 萬曆四十年八月丁丑（1612年）     | 升兵部右侍郎             |
| 84   | 樊東謨 | 陝西蒲城       | 萬曆四十年八九月己未（1612年）   | 萬曆四十二年（1614年）           |                          |
| 85   | 吳仁度 | 江西金谿       | 萬曆四十二年（1614年）           | 萬曆四十四年十月辛丑（1616年）   | 養病                     |
| 86   | 陳所學 | 湖廣景陵       | 萬曆四十四年十二月辛亥（1616年） | 萬曆四十七年四月乙巳（1619年）   | 乞歸                     |
| 87   | 徐紹吉 | 湖廣平江       | 萬曆四十八年二月丙子（1620年）   | 天啟二年六月甲申（1622年）       | 病免                     |
| 88   | 劉策   | 山東武定州     | 天啟二年八月乙亥（1622年）       | 天啟四年八月（1624年）           | 回都察院協理院事         |
| 89   | 柯昶   | 福建莆田       | 天啟四年（1624年）               | 天啟五年十二月乙亥（1625年）     | 乞休                     |
| 90   | 曹爾禎 | 直隸長洲       | 天啟五年十二月（1625年）         | 天啟七年二月辛亥（1627年）       | 升戶部右侍郎             |
| 91   | 牟志夔 | 四川南溪       | 天啟七年二月己未（1627年）       | 崇禎元年二月（1628年）           | 閑住                     |
| 92   | 耿如杞 | 山東館陶       | 崇禎元年三月壬戌（1628年）       | 崇禎三年三月辛卯（1630年）       | 逮                       |
| 93   | 仙克謹 | 直隸寧國       | 崇禎三年三月癸卯（1630年）       | 崇禎三年五月戊申（1630年）       | 削籍                     |
| 94   | 宋統殷 | 山東即墨       | 崇禎三年六月乙丑（1630年）       | 崇禎四年三月（1631年）           | 褫革聽勘                 |
| 95   | 許鼎臣 | 直隸武進       | 崇禎四年八月癸丑（1631年）       | 崇禎六年七月癸丑（1633年）       | 免                       |
| 96   | 戴君恩 | 湖廣澧州       | 崇禎六年七月己未（1633年）       | 崇禎七年（1634年）               | 遣戍                     |
| 97   | 吳甡   | 直隸興化       | 崇禎七年九月（1634年）           | 崇禎十年（1637年）               | 病免                     |
| 98   | 宋賢   | 浙江建德       | 崇禎十年十月己酉（1637年）       | 崇禎十四年（1641年）             |                          |
| 99   | 范志完 | 河南虞城       | 崇禎十四年十月（1641年）         | 崇禎十四年十二月（1641年）       | 升薊遼總督               |
| 100  | 蔡懋德 | 直隸崑山       | 崇禎十四年十二月戊辰（1641年）   | 崇禎十七年二月丙寅（1644年）     | 李自成陷太原，自縊       |

### 清朝
- 马国柱（1644年—1645年）
- 申朝纪（1645年—1647年）
- 祝世昌（1647年—1650年）
- 刘宏遇（1650年—1654年）
- 陈应泰（1654年—1655年）
- 白如梅（1655年—1661年）
- 杨熙（1661年—1668年）
- 阿塔（1668年—1669年）
- 马雄镇（1669年）
- 达尔布（1669年—1676年）
- 图克善（1676年—1680年）
- 穆尔赛（1680年—1685年）
- 图纳（1685年—1686年）
- 马齐（1686年—1688年）
- 叶穆济（1688年—1693年）
- 噶尔图（1693年—1695年）
- 温保（1695年—1696年）
- 倭伦（1696年—1699年）
- 噶礼（1699年—1709年）
- 苏克济（1709年—1721年）
- 德音（1721年—1723年）
- 诺岷（1723年—1725年）
- 伊都立（1725年—1726年）
- 布兰泰（1725年）
- 德明（1726年—1727年）
- 觉罗石麟（1727年—1740年）
- 喀尔吉善（1740年—1742年）
- 刘于义（1743年）
- 阿里衮（1743年—1746年）
- 班第（1746年）署理
- 陶正中（1746年）护理
- 爱必达（1746年—1747年）
- 德沛（1747年）署理
- 准泰（1747年—1748年）
- 阿里衮（1748年—1750年）
- 阿思哈（1750年—1752年）
- 定长（1752年—1753年）
- 胡宝瑔（1753年）
- 恒文（1753年—1756年）
- 明德（1756年—1757年）
- 定长（1757年）
- 塔永宁（1757年—1759年）
- 鄂弼（1759年—1762年）
- 明德（1762年—1763年）
- 和其衷（1763年—1765年）
- 彰宝（1765年—1768年）
- 苏尔德（1768年）
- 鄂宝（1768年—1771年）
- 三宝（1771年—1773年）
- 觉罗巴延三（1773年）
- 鄂宝（1773年—1776年）
- 觉罗巴延三（1776年—1779年）
- 雅德（1779年—1780年）
- 喀宁阿（1780年—1781年）
- 雅德（1781年）
- 谭尚忠（1781年）
- 农起（1781年—1785年）
- 伊桑阿（1785年—1786年）
- 福崧（1786年）
- 勒保（1786年—1788年）
- 海宁（1788年—1790年）
- 书麟（1790年—1791年）
- 冯光熊（1791年—1792年）
- 觉罗长麟（1792年）
- 蒋兆奎（1792年—1797年）
- 倭什布（1797年—1798年）
- 伯麟（1798年—1804年）
- 同兴（1804年—1806年）
- 成宁（1806年—1809年）
- 金应琦（1809年）
- 衡龄（1809年—1817年）
- 和舜武（1817年）
- 成格（1817年—1821年）
- 邱树棠（1821年—1824年）
- 张师诚（1824年）
- 朱桂桢（1824年）
- 福绵（1824年—1827年）
- 卢坤（1827年—1828年）
- 徐炘（1828年—1830年）
- 阿勒清阿（1830年—1832年）
- 尹济源（1832年—1833年）
- 鄂顺安（1833年—1835年）
- 申启贤（1835年—1839年）
- 杨国桢（1839年—1841年）
- 梁萼涵（1841年—1845年）
- 吴其濬（1845年—1846年）
- 王兆琛（1846年—1849年）
- 季芝昌（1849年）
- 龚裕（1849年）
- 兆那苏图（1849年—1852年）
- 常大淳（1852年）未任
- 易棠（1852年—1853年）
- 哈芬（1853年）
- 恒春（1853年—1854年）
- 王庆云（1854年—1857年）
- 恒福（1857年—1858年）
- 英桂（1858年—1863年）
- 沈桂芬（1863年—1865年）
- 曾国荃（1865年）未任
- 赵长龄（1865年—1868年）
- 郑敦谨（1868年—1869年）
- 李宗羲（1869年—1870年）
- 何璟（1870年—1871年）
- 鲍源深（1871年—1876年）
- 曾国荃（1876年—1880年）
- 卫荣光（1880年—1881年）
- 张之洞（1881年—1884年）
- 奎斌（1884年—1885年）
- 刚毅（1885年—1888年）
- 卫荣光（1888年—1889年）
- 豫山（1889年—1890年）
- 刘瑞祺（1890年—1891年）
- 奎俊（1891年—1892年）
- 阿克达春（1892年）
- 张煦（1892年—1895年）
- 胡聘之（1895年—1899年）
- 王之春（1899年）
- 邓华熙（1899年—1900年）
- 毓贤（1900年）
- 锡良（1900年—1901年）
- 岑春煊（1901年—1902年）
- 丁振铎（1902年）
- 俞廉三（1902年—1903年）
- 张曾敭（1903年—1905年）
- 张人骏（1905年—1906年）
- 恩寿（1906年—1907年）
- 张曾敭（1907年）
- 宝棻（1907年—1909年）
- 丁宝铨（1909年—1911年）
- 陈宝琛（1911年）
- 陆钟琦（1911年）
- 吴禄贞（1911年）
- 张锡銮（1911年）
- 李盛铎（1911年）